# Allium subhirsutum
Allium subhirsutum  es una especie de planta bulbosa geófita del género Allium, perteneciente a la familia de las amarilidáceas.

## Descripción
Bulbo de 8 mm a 2 cm, esférico. Túnica externa del bulbo lisa y coriácea. Con bulbillos de medio cm de grosor. Tallo cilíndrico de hasta algo más de medio metro. Dos o tres hojas con el margen ciliado, planas, de hasta un centímetro de anchas y 15 de largo, envainando la base o hasta casi 1/4 del tallo. Espata de una, a veces dos piezas, de 0,8 - 1,5 cm., más corta que la inflorescencia, aguda, persistente. Pedicelos fructíferos erguidos, más largos que los tépalos. Perigonio estrellado. Flores campanuladas, sin bulbilos. Tépalos blancos; los externos elípticos, obtusos o agudos; los internos casi iguales, estrechamente elípticos u oblongos, obtusos o agudos. Anteras generalmente marrones.
Distribución
Cuenca Mediterránea, NW de África, Asia Menor, presentándose en Baleares
Hábitat
Lugares pedregosos, claros de matorral y linderos de bosque, en suelos arenosos cercanos a la costa, desde el nivel del mar hasta 600 m de altitud.
Observaciones
Se ha naturalizado de manera aislada en otros lugares.

## Taxonomía
El Allium subhirsutum fue descrito por Carlos Linneo en la publicación Species Plantarum Tomo 1 pag:295 en el año  1753
- El Allium subhirsutum descrito por Delile ex Boiss. es el Allium neapolitanum de Cirillo
- El Allium subhirsutum descrito por Sieber es el Allium neapolitanum de Cirillo
- El Allium subhirsutum descrito por Desf. es el  Allium subvillosum de Salzm. ex Schult.f.
- El Allium subhirsutum descrito por Rchb. es el Allium subvillosum de Salzm. ex Schult.f.

Sinonimia
NOTA: Los nombres que presentan enlaces son sinónimos en otras especies: 
- Allium album
- Allium brachystemon
- Allium ciliare
- Allium ciliatum
- Allium clusianum
- Allium graminifolium
- Allium hirsutum
- Allium loiseleurii
- Allium niveum
- Allium roseum var. corbariense
- Allium subhirsutum subsp. ciliare
- Allium subhirsutum subsp. ciliatum
- Allium subhirsutum subsp. ciliare
- Allium subhirsutum var. brachystemon
- Allium subhirsutum var. ciliatum
- Allium subhirsutum var. corbariense
- Allium subhirsutum var. hellenicum
- Allium subvillosum var. clusianum
- Allium tinei
- Allium tineoi
- Iulus niveum
- Iulus subhirsutum
- Kalabotis clusianum

## Nombre común
En Canarias se le conoce por tabaraste (del tamazight insular: ⵜⴰⴱⴰⵔⴰⵙⵜ, de ta-baras-t > tabaraste, palabra femenina que significa 'bolita')